# Giuseppe Ciccarone
Giuseppe Ciccarone (Roma, 25 giugno 1960) è un economista italiano, professore ordinario di politica economica presso l'Università degli Studi di Roma "La Sapienza". Attualmente ricopre il ruolo di prorettore vicario dello stesso ateneo.

## Formazione
Ha conseguito la Laurea in Economia e Commercio presso la scuola di Federico Caffè della Sapienza, per poi frequentare l’ISTAO (Istituto Adriano Olivetti) di Ancona. Successivamente, ha ottenuto il Master of Philosophy (M.Phil) e il Doctor of Philosophy (Ph.D) in Economics alla University of Cambridge. Ha svolto attività di ricerca come Post Doctoral Fellow presso il Department of Economics della Harvard University. È stato uno dei giovani ricercatori che parteciparono alle ricerche del prof. Federico Caffè, con cui si era laureato, nel corso della sua misteriosa scomparsa nel 1987.

## Carriera accademica e attività di ricerca
Ciccarone si è formato presso la scuola di Federico Caffè nel Dipartimento di economia pubblica della Sapienza lavorando con Nicola Acocella, Mario Tiberi, Maurizio Franzini, Roberto Pizzuti, Luciano Marcello Milone e Giovanni Di Bartolomeo. Ciccarone è Membro del Collegio dei Docenti del Dottorato di Ricerca in Economia Politica. È stato membro della Commissione Ministeriale per la concessione di contributi per il funzionamento degli enti privati che svolgono attività di ricerca (DM 44/2008). Inoltre, è Membro dell’International Research and Expert Network (Pôle Emploi, Paris) e Fellow della Global Labor Organization (GLO). Dirige la rivista interdisciplinare di politica economica, sociologia e relazioni industriali Economia & Lavoro.

## Ruoli istituzionali e incarichi
Dal 2020, Ciccarone è il Prorettore vicario della Sapienza Università di Roma. Dal 2011 al 2017, è stato Preside della Facoltà di Economia presso la stessa università. Ciccarone è Principal Investigator del Centre for Investigation and Modelling of Experimental Observations (CIMEO), che ha fondato con Giovanni Di Bartolomeo. Dal 2016 al 2022 è stato il direttore della Fondazione Giacomo Brodolini. Dal 2018 al 2021 ha ricoperto il ruolo di Direttore della Scuola Superiore di Studi Avanzati Sapienza e tra il 2018 e il 2020 è stato Delegato per l'Editoria del Rettore della Sapienza Eugenio Gaudio. Tra il 2000 e il 2016 è stato esperto per l’Italia nello European Employment Policy Observatory (EEPO) della Commissione Europea.

## Interessi di ricerca
I suoi interessi di ricerca si concentrano sull'economia monetaria e l'economia del lavoro, con un focus particolare sui modelli dinamici stocastici di equilibrio generale, l'economia sperimentale e l'economia comportamentale. Tra i suoi allievi e collaboratori si annoverano Enrico Marchetti (Professore Ordinario dell'Università Parthenope), Giovanni Di Bartolomeo (Professore Ordinario dell'Università di Roma Sapienza) e Francesco Giuli (Professore Ordinario dell'Università di Roma Tre). Nel corso della sua carriera ha pubblicato articoli in importanti riviste scientifiche internazionali e italiane, tra cui Games and Economic Behavior, Economic Theory, Journal of Economic Behavior and Organization, Public Choice, Economics Letters, Journal of Macroeconomics, Economic Modelling, B.E. Journal of Macroeconomics, Review of Political Economy, Journal of Modern Italian Studies.